# George Turner (Politiker, 1850)

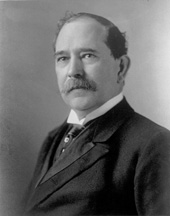
George Turner

George Turner (* 25. Februar 1850 in Edina, Knox County, Missouri; † 26. Januar 1932 in Spokane, Washington) war ein US-amerikanischer Politiker, der den Bundesstaat Washington im US-Senat vertrat.
Nach Abschluss seiner Schulausbildung in Missouri schloss sich George Turner während des Sezessionskrieges schon in jungen Jahren der Unionsarmee an, für die er bis 1865 im telegrafischen Bereich tätig war. Danach studierte er die Rechtswissenschaften, wurde 1869 in die Anwaltskammer aufgenommen und begann in Mobile (Alabama) zu praktizieren. Von 1876 bis 1880 war er US Marshal für den mittleren und den südlichen Gerichtsdistrikt von Alabama, ehe er von 1885 bis 1888 als beigeordneter Richter am Supreme Court des Washington-Territoriums amtierte.
Ab 1888 arbeitete Turner dann wieder als selbständiger Jurist in Spokane, wo er sich auch im Bergbau betätigte. 1889 nahm er am Verfassungskonvent des Territoriums teil, bei dem die erste Verfassung für den neuen Bundesstaat Washington formuliert wurde. Im selben Jahr bewarb er sich ohne Erfolg als Republikaner für einen Sitz im US-Senat; 1893 scheiterte er erneut. Erst 1897 war er erfolgreich, wobei er diesmal als Kandidat der Silver Republicans antrat, einer Abspaltung der Republikanischen Partei, und von Demokraten sowie Populisten unterstützt wurde. Er verblieb bis zum 3. März 1903 im Senat und kandidierte nicht erneut.
1903 war Turner amerikanischer Delegierter in einer Vermittlungskommission zur Klärung eines Streits um Gebietsansprüche mit Kanada; im folgenden Jahr bewarb er sich, zwischenzeitlich den Demokraten beigetreten, erfolglos um das Amt des Gouverneurs von Washington. Nachdem er 1910 als juristischer Berater im Fischereidisput mit Großbritannien fungiert hatte, wurde er von US-Präsident William Howard Taft in die International Joint Commission berufen, die den Auftrag hatte, Unstimmigkeiten zwischen den USA und Kanada über die Nutzung der gemeinsamen Grenzgewässer zu klären. In dieser Kommission saß er zunächst von 1911 bis 1914; danach war er in diesem Gremium noch einmal von 1918 bis 1924 als juristischer Vertreter der Vereinigten Staaten tätig. Danach kehrte er in seine Kanzlei in Spokane zurück, wo er 1932 auch verstarb.